# Chami
Chami ali ljudstvo Champa (chamsko ꨂꨣꩃ ꨌꩌꨛꨩ, Urang Campa; vietnamsko Người Chăm ali Người Chàm; kmersko ជនជាតិចាម, Chóncheat Chamian) so avstronnezijska etnična skupina. Od 2. stoletja do leta 1832 so Chami poseljevali kraljestvo Champa, sosednje ozemlje neodvisnih kneževin v osrednjem in južnem Vietnamu. Govorili so chamščino in jezik tsat (prvega še vedno govorijo Chami, drugega pa njihovi potomci Utsuli na kitajskem otoku Hainan), dva chamska jezika iz malajsko-polinezijske skupine avstronezijske družine. Chami in Malajci so edina številčnejša avstronezijska ljudstva, ki so se naselila v železnodobni celini jugovzhodne Azije med starejšimi avstroazijskimi prebivalci.

## Zgodovina
Dolgo časa so raziskovalci verjeli, da so Chami prispeli po morju v 1. tisočletju pr. n. št. s Sumatre, Bornea in Malajskega polotoka ter se na koncu naselili v osrednjem sodobnem Vietnamu.
Prvotni Chami so torej verjetni dediči avstronezijskih pomorščakov, katerih glavne dejavnosti so bili trgovina, transport in morda tudi piratstvo. Avstronezijska ljudstva so se morda preselila v današnji osrednji Vietnam okoli 1000 do 500 pr. n. št.. Z oblikovanjem talasokracije, ki je pustila sledi v pisnih virih, so vložili v pristanišča na začetku pomembnih trgovskih poti, ki povezujejo Indijo, Kitajsko in indonezijske otoke. Zgodovinarji zdaj ne nasprotujejo več povezovanju kulture Sa Huynh (1000 pr. n. št.–200 n. št.) s predniki ljudstva Cham in drugih chamsko govorečih skupin.
O vzorcih in kronologiji migracij še vedno potekajo razprave in domneva se, da je ljudstvo Cham, edina avstronezijska etnična skupina, ki izvira iz južne Azije, pozneje prispelo na polotok jugovzhodne Azije preko Bornea. Celinsko jugovzhodno Azijo so po kopenskih poteh naselili člani avstroazijske jezikovne družine, kot so ljudstvo Mon in ljudstvo Kmeri, pred približno 5000 leti. Chami so bili izkušeni avstronezijski pomorščaki, ki so stoletja poseljevali in kmalu prevladovali nad pomorsko jugovzhodno Azijo. Najzgodnejši znani zapisi o prisotnosti Chamov na Indokitajskem polotoku segajo v 2. stoletje našega štetja. Naseljena središča so bila na izlivih rek ob obali. Ker so nadzorovali uvozno/izvozno trgovino celinske jugovzhodne Azije, so uživali v uspešnem pomorskem gospodarstvu.
Chamska folklora vključuje mit o stvarjenju, v katerem je bila ustanoviteljica ljudstva Cham neka Lady Po Nagar. Glede na mitologijo se je Lady Po Nagar rodila iz morske pene in oblakov na nebu. Vendar pa je v vietnamski mitologiji, ki je sprejela boginjo po prevzemu kraljestva Champa, njeno ime Thiên Y A Na in prihaja iz skromnega kmečkega doma nekje v gorovju Dai An, provinca Khánh Hòa in so ji duhovi pomagali, ko je potovala na Kitajsko na plavajočem hlodu iz sandalovine, kjer se je poročila s kraljevim človekom in imela dva otroka. Sčasoma se je vrnila v Champo in »naredila veliko dobrih del pri pomoči bolnim in revnim« in »v njeno čast je bil postavljen tempelj«.

### Zgodnja zgodovina
Tako kot nešteto drugih političnih subjektov v jugovzhodni Aziji so bile kneževine Champa podvržene procesu indijanizacije od zgodnjega našega štetja kot rezultat stoletnih družbeno-ekonomskih interakcij, sprejetih in uvedenih kulturnih in institucionalnih elementov Indije. Od 8. stoletja naprej so se muslimani iz regij, kot je Gujarat, vse bolj pojavljali v trgovini in ladijskem prometu v Indiji. Islamske ideje so postale del obsežne plimne izmenjave in stopale po isti poti kot hinduizem in budizem stoletja pred tem. Chami so te ideje prevzeli do 11. stoletja. To je razvidno iz arhitekture templjev, ki so podobni s templjem Angkor Vat. Al-Dimaški leta 1325 piše: »Dežela Champa ... je naseljena z muslimani in malikovalci. Muslimanska vera je prišla tja v času kalifa Osmana ... in Alija, veliko muslimanov, ki so jih izgnali Omajadi in Hajdžaj, so pobegnil tja«.
Daoyi Zhilüe piše, da so bile v chamskih pristaniščih ženske pogosto poročene s kitajskimi trgovci, ki so se po trgovskih potovanjih pogosto vračali k njim. Kitajski trgovec iz Quanzhouja, Wang Yuanmao, je veliko trgoval s Champo in se poročil s chamsko princeso.
V 12. stoletju so Chami bojevali vrsto vojn s Kmerskim imperijem na zahodu. Leta 1177 so Chami in njihovi zavezniki napadli iz jezera Tonlé Sap in uspeli opleniti kmersko prestolnico Angkor. Leta 1181 pa jih je premagal kmerski kralj Jayavarman VII.

### Srečanje z islamom
Islam je prvič prišel v kraljestvo Champa okoli 9. stoletja; vendar je med ljudstvom Chami postal pomemben šele po 11. stoletju.
Champa in Sulu so trgovali drug z drugim, zaradi česar so se trgovci Chami naselili v Sulu, kjer so bili od 10. do 13. stoletja znani kot Orang Dampuan. Orang Dampuance so pobili zavistni domorodci Sulu Buranuni zaradi bogastva. Buranune so nato podvrgli maščevalnemu pokolu Orang Dampuanov. Harmonično trgovanje med Suluji in Orang Dampuani je bilo kasneje obnovljeno. Yakani so bili potomci Orang Dampuanov iz Taguime, ki so prišli v Sulu iz Champe. Suluji so prejeli civilizacijo v njeni indijski obliki od Orang Dampuanov.
Številni Chami so pobegnili tudi čez morje na Malajski polotok in že v 15. stoletju so v Malaki ustanovili kolonijo Chamov. Chami so tam naleteli na sunitski islam, saj je bil sultanat Malaka uradno muslimanski od leta 1414. Kralj Champa je nato postal zaveznik sultanata Johor; leta 1594 je kraljestvo Champa poslalo svoje vojaške sile v boj skupaj z Johorjem proti portugalski okupaciji Malake. Med letoma 1607 in 1676 se je eden od kraljev Champa spreobrnil v islam in postal je prevladujoča značilnost družbe Cham. Ti so sprejeli tudi džavijsko abecedo.
Zgodovinski zapisi v Indoneziji kažejo na vpliv kraljice Dwarawati, muslimanske princese iz kraljestva Champa, na njenega moža Kertawijaya, sedmega kralja cesarstva Majapahit, tako da se je kraljeva družina cesarstva Majapahit sčasoma spreobrnila v islam, kar je končno vodilo do spreobrnitve v islam celotne regije. Grobnico chamske princese se lahko najde v Trowulanu, mestu glavnega mesta imperija Majapahit. V Babad Tanah Jawi je rečeno, da ima kralj Brawijaya V. ženo po imenu Dewi Anarawati (ali Dewi Dwarawati), muslimansko hčerko kralja Champa. Chami so imeli trgovinske in tesne kulturne vezi s pomorskim kraljestvom Srivijaya in Majapahit takrat v malajskem arhipelagu.
Druga pomembna osebnost iz Champa v zgodovini islama v Indoneziji je Raden Rakhmat (princ Rahmat), ki je znan tudi kot Sunan Ampel, eden od Wali Sanga (devet svetnikov), ki je širil islam na Javi. Velja za osrednjo točko Wali Sanga, ker je bilo več njih dejansko njegovih potomcev in/ali njegovih učencev. Njegov oče je Maulana Malik Ibrahim, znan tudi kot Ibrahim as-Samarkandy (»Ibrahim Asmarakandi« za javanska ušesa), njegova mati pa je Dewi Candrawulan, chamska princesa, ki je bila tudi sestra kraljice Dwarawati. Sunan Ampel se je rodil v Champi leta 1401 n. Na Javo je prišel leta 1443 n. št., da bi obiskal svojo teto kraljico Dwarawati, ki se je poročila s Kertawijayo (Brawijaya V.), kraljem imperija Majapahit. Lokalna legenda pravi, da je zgradil Veliko mošejo Demak (Masjid Agung Demak) leta 1479 n. št., vendar druge legende to delo pripisujejo Sunanu Kalijagi. Sunan Ampel je umrl v Demaku leta 1481 n. št., vendar je pokopan v Ampelovi mošeji v Surabayi v vzhodni Javi.

### Vojne z Vietnamci
Med vzponom Kmerskega imperija okoli leta 800 in vietnamskim ozemeljskim prodorom južno od Jiaozhi in pozneje Đại Việta se je kraljestvo Champa začelo krčiti. V slabšem položaju proti 300.000 vojakom Đại Việt je bilo 100.000 vojakov Champa premaganih. [34] V chamsko-vietnamski vojni (1471) je Champa utrpelo resne poraze, v katerih je bilo 120.000 ljudi ujetih ali ubitih, kraljestvo pa je bilo zmanjšano na majhno enklavo blizu Nha Tranga, pri čemer je veliko Chamov zbežalo v Kambodžo.  Champa ni več predstavljala grožnje za Vietnam in zmagovalci so nekatere celo zasužnjili.
Chami so bili matrilinearni in dedovanje je prehajalo po materi. Zaradi tega so Vietnamci leta 1499 sprejeli zakon, ki je prepovedoval poroke med chamskimi ženskami in Vietnamskimi moškimi, ne glede na razred. (Tạ 1988, p. 137) Vietnamci so v prestolnici izdali tudi navodila, naj pobijejo vse Chame v bližini. Več napadov Vietnamcev se je nadaljevalo in leta 1693 je bilo ozemlje kraljestva Champa vključeno v vietnamsko ozemlje.
Trgovina z vietnamsko keramiko je bila po vietnamski invaziji oškodovana zaradi strmega padca trgovine chamskih trgovcev. Vietnamski izvoz keramike so prizadeli tudi notranja državljanska vojna, portugalski in španski vstop v regijo ter portugalska osvojitev Malake, ki je povzročila pretres v trgovinskem sistemu, medtem ko ladje carrack v trgovini iz Malake v Makav, ki jih vodijo Portugalci, pristale v Bruneju zaradi dobrih odnosov med Portugalci in Brunejem, potem ko so Kitajci dovolili, da Makav dajo v najem Portugalcem.
Ko je na Kitajskem padla dinastija Ming, je več tisoč kitajskih beguncev pobegnilo na jug in se naselilo v deželah Cham in v Kambodži. Večina teh Kitajcev je bila mladih moških in so si za žene vzeli chamske ženske. Njihovi otroci so se bolj identificirali s kitajsko kulturo. Ta selitev se je zgodila v 17. in 18. stoletju.
Chami so sodelovali pri porazu španske invazije na Kambodžo. Kamboški kralj Cau Bana Cand Ramadhipati, znan tudi kot »sultan Ibrahim«, je sprožil kamboško-nizozemsko vojno, da bi izgnal Nizozemce. Vietnamski lordi Nguyễn so strmoglavili Ibrahima z oblasti, da bi obnovili budistično vladavino.
V 17. in 18. stoletju so se Chami iz Kambodže naselili v Bangkoku.

### Padec kraljestva Champa
Nadaljnja širitev Vietnamcev leta 1692 je povzročila popolno priključitev kraljestva Champa Panduranga in razpustitev s strani vietnamskega cesarja Minh Mạnga v 19. stoletju. V odgovor je zadnji chamski muslimanski kralj, Pô Chien, zbral svoje ljudi v zaledju in pobegnil na jug v Kambodžo, medtem ko so se tisti ob obali preselili v Trengganu (Malezija). Majhna skupina je pobegnila proti severu na kitajski otok Hainan, kjer so danes znani kot Utsul. Kralj in njegovi ljudje, ki so se zatekli v Kambodžo, so bili razkropljeni v skupnostih po porečju Mekonga. Tisti, ki so ostali v provincah Nha Trang, Phan Rang, Phan Rí in Phan Thiết v osrednjem Vietnamu, so bili vključeni v vietnamsko politiko. Province Cham so zavzeli lordi Nguyễn.
Potem ko je Vietnam napadel in osvojil kraljestvo Champa, je Kambodža dala zatočišče muslimanskim Chamom, ki so bežali pred vietnamskim osvajanjem.
Leta 1832 je vietnamski cesar Minh Mang priključil ostanke kraljestva Champa. Posledica tega je bil muslimanski voditelj Cham Katip Sumat, ki se je šolal v Kelantanu, in je razglasil džihad proti Vietnamcem. Vietnamci so chamske muslimane prisilno hranili s kuščarjevim in prašičjim mesom, chamske hindujce pa s kravjim mesom proti njihovi volji, da bi jih kaznovali in asimilirali v vietnamsko kulturo. Drugi upor, ki ga je vodil Ja Thak Wa, klerik Bani, je povzročil vzpostavitev chamskega odpora, ki je trajal od leta 1834 do 1835, dokler ga niso julija 1835 krvavo zatrle sile Minh Manga. Le 40.000 Chamov je ostalo na starem ozemlju Panduranga leta 1885.

## 20. stoletje
V 1960-ih so se pojavila različna gibanja, ki so zahtevala ustanovitev ločene države Cham v Vietnamu. Prevladovali sta Fronta za osvoboditev Champa (FLC – Le Front pour la Libération de Cham) in Front de Libération des Hauts plateaux. Slednja skupina je iskala večje zavezništvo z drugimi manjšinami hribovskih plemen. Sprva znana kot Front des Petits Peuples od 1946 do 1960, je skupina kasneje prevzela oznako Front de Libération des Hauts plateaux in se skupaj s FLC pridružila Front unifié pour la Libération des Races opprimées (FULRO) na neki točki v 1960-ih. Od poznih 1970-ih v Vietnamu ali Kambodži ni bilo resnega chamskega secesionističnega gibanja ali politične dejavnosti.
Med vietnamsko vojno se je precejšnje število Chamov preselilo na Malezijski polotok, kjer jim je malezijska vlada dala zatočišče zaradi sočutja do somuslimanov; večina se jih je zdaj asimilirala z malajskimi kulturami.
Skupnost Chamov je med kamboškim genocidom, ki ga je zagrešila Demokratična Kampučija, utrpela velik udarec. Rdeči Kmeri so ciljali na etnične manjšine, kot so Kitajci, Tajci, Laosi, Vietnamci in Chami, čeprav so Chami utrpeli največje število smrtnih žrtev glede na njihovo število. V genocidu je umrlo okoli 80.000 do 100.000 Chamov od celotne populacije, ki je leta 1975 znašala 250.000 ljudi.

## 21. stoletje
Chami so v Vietnamu s strani vietnamske vlade uradno priznani kot ena od 54 etničnih skupin. Prišlo je tudi do širokega priznanja zgodovinskega kraljestva Champa.
Vietnamski vladni nadzor je zaustavil poskus salafistične ekspanzije med Chami v Vietnamu; vendar je bila izguba salafijev med Chami v korist džamata Tablighi.
Muslimansko ljudstvo Acehnese iz Aceha na Sumatri v Indoneziji so potomci beguncev Chamov, ki so zbežali po porazu od vietnamske politike v 15. stoletju.

## Geografija
Chami predstavljajo jedro muslimanskih skupnosti v Kambodži in Vietnamu. Njihovo sodobno prebivalstvo je skoncentrirano med provinco Kampong Cham v Kambodži in Phan Rang–Tháp Chàm, Phan Thiết, Ho Ši Minh in provinco An Giang v južnem Vietnamu. Vključno z diasporo jih je okoli 400.000. Dodatnih 4000 Chamov živi v Bangkoku na Tajskem, katerih predniki so se tja preselili med vladavino Rame I. Nedavni priseljenci na Tajsko so večinoma študenti in delavci, ki delo in izobraževanje najraje iščejo v južnih islamskih provincah Pattani, Narathiwat, Yala in Songkhla.
Po padcu Sajgona v Vietnamu in Phnom Penha v Kambodži leta 1975 se je 9704 beguncev Chamov odpravilo v Malezijo in jim je bilo dovoljeno ostati, za razliko od 250.000 drugih beguncev, ki so zbežali v Malezijo. Večina beguncev Chamov je prišla iz Kambodže in so bili muslimani, znani kot Melayu Kemboja in Melayu Champa v malajščini. Mnogi od teh beguncev Chamov so se odločili naseliti v Maleziji, saj so raje živeli v islamski državi in so imeli družinske vezi v malezijskih državah Kelantan in Terengganu. Kelantan je služil kot središče islamskih naukov za Chame v Kambodži tri do štiri stoletja in mnogi kamboški Chami so imeli tam živeče sorodnike. Do leta 1985 je v Maleziji živelo okoli 50.000 ali več Chamov. Od leta 2013 so bili številni vključeni v malezijsko družbo.

## Kultura
Kultura Chamov je raznolika in bogata zaradi kombinacije avtohtonih kulturnih elementov (ravninska kultura, pomorska kultura in gorska kultura) in tujih kulturnih značilnosti (indijske kulture in religije, kot je budizem; zgodnji kitajski vplivi Han; islam) (Phan Xuan Bien et al. 1991: 376). Mešanica avtohtonih in tujih elementov v chamski kulturi je posledica ekoloških, družbenih in zgodovinskih razmer. Vplivi različnih indijskih kultur so ustvarili podobnosti med številnimi skupinami v jugovzhodni Aziji, kot so Chami, ki so trgovali ali komunicirali z državami na Indijski podcelini. Vendar pa avtohtoni elementi omogočajo tudi kulturne razlike. Na primer, brahmanizem je postal religija Ahier, medtem ko so se drugi vidiki vpliva spremenili, da bi se prilagodili lokalnim značilnostim in okolju Ahierja. Mešanje različnih kultur je ustvarilo lastno edinstveno obliko s plodno produkcijo skulptur in arhitekture, ki jo vidimo samo na stolpih chamskih templjev. Ti zagotavljajo obilico informacij o zgodovini, umetnosti in gradbenih tehnikah Chamov, skozi analizo in interpretacijo arhitekture, slogov in napisov.
Chami so ščitili in vedno pozorno opazovali svoja dekleta, pri čemer so dajali velik pomen njihovi nedolžnosti. Chamski pregovor je rekel: »Pa tudi pusti moškega samega z dekletom, kot slona na polju sladkornega trsa.«
Chamski muslimani menijo, da je obred karoeh (napisan tudi karoh) za dekleta zelo pomemben. Ta simbolična slovesnost zaznamuje prehod deklice iz otroštva v puberteto (poročna doba) in se običajno zgodi, ko je deklica stara petnajst let in je zaključila svoj razvoj. Če se to ni zgodilo, se dekle ne more poročiti, ker je »tabung«. Po končanem obredu se dekle lahko poroči. Obrezovanje je bilo za Chame manj pomembno kot karoeh. Ne izvaja se, le simbolično in se izvaja z igračo in lesenim nožem.
Pomembni festivali so Kate, ki ga praznujejo predvsem Chami iz osrednjega Vietnama. Festival časti starodavne kraljeve bogove Chamov. Med muslimani so ramadan, El Fitri in hadž pomembna praznovanja. Vendar pa imajo Chami (ne glede na vero) zelo bogato tradicijo plesa, umetnosti, glasbe, kostumov, poezije in še več.

### Jezik
Jezik Chamov je del avstronezijske jezikovne družine. Je zelo bogat s številnimi izposojenimi besedami in terminologijo, na katero so vplivali številni drugi jeziki, s katerimi je prišel v stik. Večina Chamov govori svoj jezik, čeprav mnogi govorijo tudi prevladujoči jezik naroda, v katerem prebivajo, kot so vietnamski, kmerski, malajski in drugi. Nekateri Chami znajo tudi govoriti in pisati arabsko.
Chamščina je v osrednjem Vietnamu zapisana z vzhodno chamsko pisavo, medtem ko je jezik okoli delte Mekonga pretežno zapisan z arabsko pisavo Jawi. Zahodna chamska pisava, ki se uporablja v Kambodži, je dovolj drugačna od vzhodne chamske, da jo konzorcij Unicode pregleduje za vključitev kot lasten blok - od leta 2022 se nabor znakov še revidira.
Sekta Kan Imam San, ki predstavlja približno 10 % kamboške chamske manjšine in je večinoma osredotočena na nekaj vasi v okrožju Tralach v provinci Kampong Chhnang in njihove zgodovinske mošeje na vrhu Phnom Oudong, je ohranila uporabo zahodne chamske pisave akhar srak, živ - z donacijami veleposlaništva ZDA za približno desetletje od leta 2007 se je pisna oblika zahodnega chama premaknila iz rezervta nekaj starejših v poučevanje v skoraj 20 učilnicah, pri čemer je bilo do neke mere izpostavljeno na tisoče učencev, čeprav omejeno.
Skoraj vsa obstoječa besedila so shranjena v dveh mošejah Kan Imam San v Kampong Tralachu, predvsem v mošeji Au Russey.

### Religija
Prva zabeležena religija Champa je bila oblika Šaiva hinduizma, prinesena po morju iz Indije. Hinduizem je bil prevladujoča vera med ljudstvom Cham do 16. stoletja. V osrednjem delu današnjega Vietnama so bili zgrajeni številni templji, posvečeni Šivi. Dragulj takega templja je svetišče Mỹ Sơn. Pogosto ga primerjajo z drugimi zgodovinskimi tempeljskimi kompleksi v jugovzhodni Aziji, kot so Borobudur na Javi v Indoneziji, Angkor Vat v Kambodži, Bagan v Mjanmaru in Ayutthaya na Tajskem. Leta 1999 je Mỹ Sơn UNESCO priznal kot svetovno dediščino.
Versko in kulturno so bili Chami združeni v dve veliki versko-kulturni skupini; Balamon Chami, ki se držijo avtohtone oblike hinduizma, in Cham Bani, ki se držijo avtohtone oblike šiitskega islama. Izraz Balamon izhaja iz Brahman ali Brahmin, enega od hindujskih kast verske elite. Izraz Bani na drugi strani izhaja iz arabskega izraza bani (بني), kar pomeni »ljudje«. Balamon Chami se držijo stare vere svojih prednikov, avtohtone oblike hinduizma, ki je uspevala od starodavne dobe kraljestva Champa v 5. stoletju našega štetja, medtem ko so Cham Bani privrženci lokalne različice šiitskega islama, vključno z manjšim elementom sufizma, ki se je s hindujsko-chamskimi običaji prenašal že okoli 11.–13. st. Vendar pa je šele v 17. stoletju islam začel privabljati veliko število Chamov, ko so se nekateri člani kraljeve družine spreobrnili v islam. Ti dve skupini večinoma živita v ločenih vaseh. Medsebojne poroke so bile v preteklosti prepovedane in so še danes redke. Obe skupini sta matrilinearni in ustrezata matrilokalni praksi bivanja.
Ko so se muslimanski trgovci arabskega in perzijskega porekla ustavljali ob vietnamski obali na poti na Kitajsko, je islam začel vplivati na civilizacijo Cham. Natančen datum, ko je islam prišel v kraljestvo Champa, ni znan; vendar se je religija prvič pojavila okoli 9. stoletja. Na splošno se domneva, da je islam prišel v celinsko jugovzhodno Azijo veliko pozneje kot je prišel na Kitajsko v času dinastije Tang (618–907) in da so arabski trgovci v regiji prišli v neposreden stik le s Chami in ne z drugimi. Islam je začel napredovati med v začetku 11. stoletja. Različica islama, ki jo prakticirajo vietnamski Chami v osrednjem Vietnamu, se pogosto imenuje Bani, in vsebuje veliko predislamskih verovanj in obredov, kot so magija, čaščenje duhov in pomiritev duš nekdanjih kraljev, kar se zamenjuje s hinduizmom. Kamboški in južni vietnamski chamski muslimani izvajajo sunitski islam, čeprav ima veliko avtohtonih, magičnih in budističnih elementov; medtem ko nekateri izvajajo bolj centralizirano obliko sunitskega islama in je mogoče najti tudi nekatera reformistična gibanja, kot je salafizem.]
Bani islam je sinkretična oblika šiitskega islama (vključno z manjšimi vplivi sunitskega in sufističnega učenja), ki združuje domorodna kulturna prepričanja, ki so jih izvajali Cham Bani, ki večinoma živijo v vietnamskih provincah Bình Thuận in Ninh Thuận, in velja za neortodoksno iz glavnega toka islama.
Cham Bani čaščenje opravljajo v mošejah, kjer potekajo glavne skupnosti za molitve in verske obrede. Prav tako praznujejo mesec ramuvan (ramadan), v katerem molijo k Alahu za svoje umrle prednike in molijo za srečo v življenju, acar (imami) pa ostanejo v thang magik (mošejah) en mesec in molijo k Bogu, praksa je znana kot Iʿtikāf. Na splošno se muslimani Bani niso pripravljeni identificirati kot šiiti ali celo muslimani, temveč namesto tega kot muslimani Bani.
Majhna skupina Chamov, ki so se imenovali Kaum Jumaat, sledi lokalizirani prilagoditvi islamske teologije, po kateri molijo samo ob petkih in praznujejo ramadan le tri dni. Nekateri člani te skupine so se v zadnjih letih pridružili večji muslimanski skupnosti Cham. Eden od dejavnikov za to spremembo je vpliv članov njihove družine, ki so odšli v tujino, da bi študirali islam.

## Kuhinja
Dandanes se chamska kuhinja uvršča med etnične kuhinje Kambodže, Vietnama in Hainana.
Je raznolika in jo odlikujejo prepovedi hrane v dveh glavnih religijah, ki jih izvajajo Chami: hindujci ne jedo govedine in muslimani ne jedo svinjine, medtem ko budisti kuhajo obe vrsti mesa.
Tipičen obrok je sestavljen iz navadnega ali ocvrtega jasminovega riža, postreženega z juho, mesom in zelenjavo na žaru, jedmi, kuhanimi na pari, enolončnicami, karijem in solato. Sladice jedo samo v času prigrizkov ali med tradicionalnimi festivali. Sveže sadje ima prednost na koncu obroka, tako kot pri vseh narodih jugovzhodne Azije. Nekaj znanih jedi:
- Saraman kari (kmersko ការីសារ៉ាម៉ាន់, cari saraman) je goveji, jagnječji ali kozji kari s karijevo pasto Cham (sestavljena iz koriandrovih semen in korenine, semen kumine, zvezdastega janeža, nageljnovih žbic, zelenega kardamoma, cimeta, posušenega rdečega kuminega čilija, limonske trave, šalotke, česna, galangala, lupine kafirske limete, kurkume, naribanega kokosa, suho praženega); kokosovo mleko; palmov sladkor; pasta iz kozic; ribja omaka; sok tamarinde in pražene indijske oreščke ali arašide. Postreženo s cruditéji ali zelenjavo na žaru in dušenim kamboškim jasminovim rižem, riževimi vermicelli ali bagetami.
- Har pak (kmersko ហាបាក); pleteni krof v obliki rože, izdelan med obredi Cham, preveden v nom phka cham (នំផ្កាចាម).